# Verteidigungsbezirkskommando 12

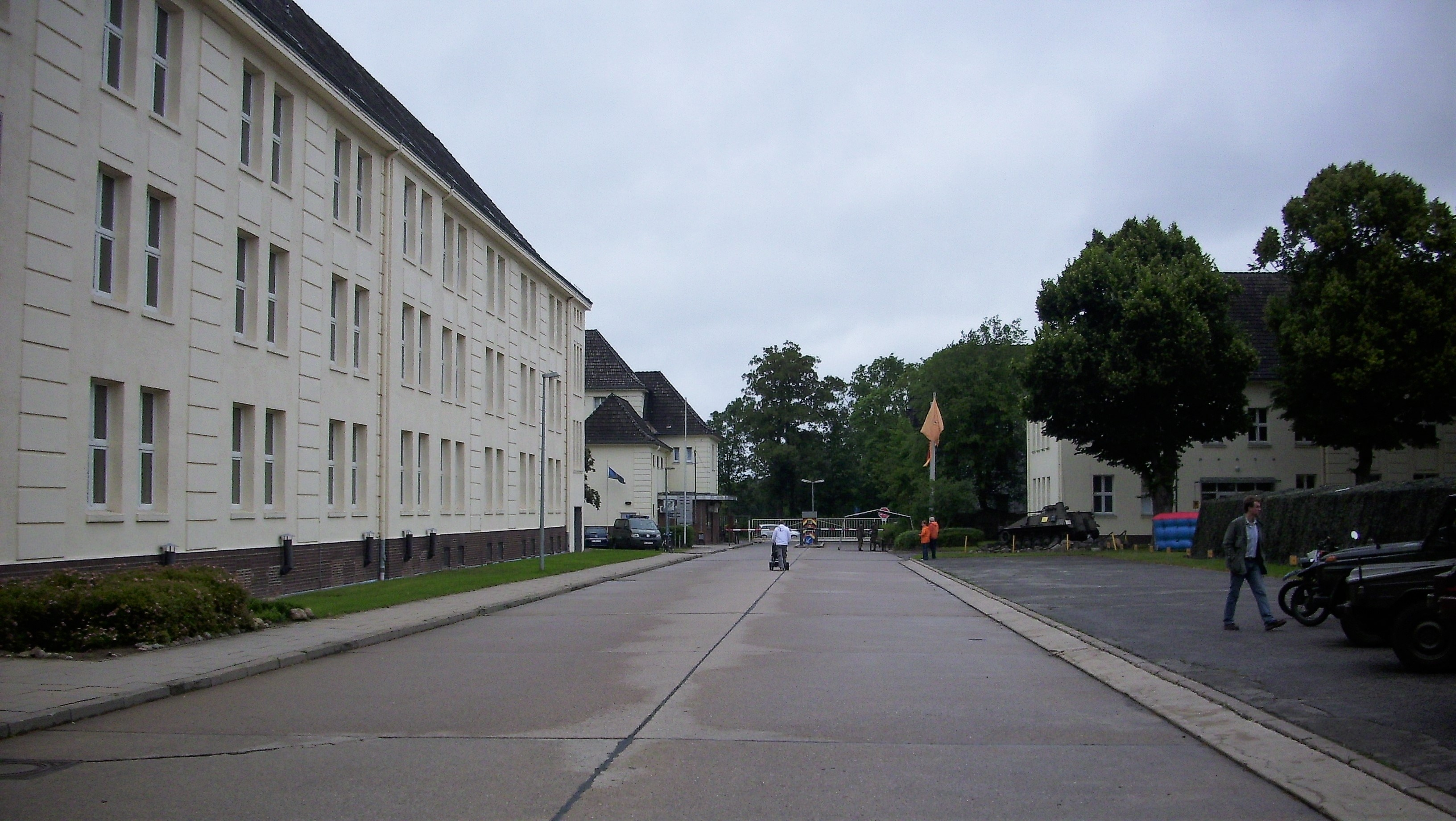
Sitz des Stabes von 1993 bis 2001: die Rettberg-Kaserne in Eutin

Das Verteidigungsbezirkskommando 12 war ein Verteidigungsbezirkskommando der Bundeswehr mit Sitz des Stabs zuletzt in Eutin. Hauptaufgabe des Kommandos war die Territoriale Verteidigung in seinem Verteidigungsbezirk.

## Geschichte

### Das „alte“ Verteidigungsbezirkskommando 12

#### Aufstellung
Das Verteidigungsbezirkskommando 12 wurde zur Einnahme der Heeresstruktur II im Mai 1963 als Teil des Territorialheeres in Neumünster ausgeplant und dem Befehlshaber im Wehrbereich I unterstellt. Zur Aufstellung wurde der Territoriale Verteidigungsstab I B herangezogen. Angelehnt an den Zuschnitt der Regierungsbezirke der zivilen Verwaltungsgliederung anderer Flächenländer entsprach der Verteidigungsbezirk 12 in etwa dem Teil Schleswig-Holsteins, der südlich des Nord-Ostsee-Kanals lag, bzw. sehr grob dem Landesteil Holstein.

#### Auflösung
Die besondere Organisation der NATO-Kommandostruktur im Bereich LANDJUT bzw. im Territorialkommando Schleswig-Holstein/Wehrbereichskommando I und die besondere Verwaltungsgliederung im Land Schleswig-Holstein, wo die Landesregierung anders als in den anderen großen Flächenländern auf die Einrichtung von Regierungsbezirken verzichtete, sollte sich auch in der Organisation des Territorialheeres in Schleswig-Holstein widerspiegeln. Das Verteidigungsbezirkskommando 12 wurde bereits 1966 wieder aufgelöst. Ob die Aufstellung und Ausstattung mit Material und Personal des Verteidigungsbezirkskommandos angesichts dieses kurzen Bestandszeitraumes annähernd wie geplant fertiggestellt werden konnte, ist zweifelhaft. Die meisten der (wenigen) bisher unterstellten Truppenteile wurden dem Territorialkommando Schleswig-Holstein/Wehrbereichskommando I mittelbar (insbesondere dem für kurze Zeit noch weiterbestehenden Verteidigungsbezirkskommando 11) oder unmittelbar unterstellt.

### Das „neue“ Verteidigungsbezirkskommando 12

#### Aufstellung
Nach der Wiedervereinigung und Lockerung der NATO-Kommandostruktur in Nordeuropa wurden in Schleswig-Holstein die Verteidigungsbezirkskommandos 11 und 12 im Oktober 1993  - unter Auflösung ihrer jeweils 2 Verteidigungskreiskommandos - neu aufgestellt und dem Wehrbereichskommando I unterstellt. Der Stabssitz des „neuen“ Verteidigungsbezirkskommandos 12 war Eutin. Der „neue“ Verteidigungsbezirk umfasste in etwa das Gebiet des „alten“ Verteidigungsbezirkskommandos 12.

#### Auflösung
2001 wurde das Territorialheer aufgelöst. Die Wehrbereichskommandos und Verteidigungsbezirkskommandos wurden der neu aufgestellten Streitkräftebasis unterstellt. Die Wehrbereiche und Verteidigungsbezirke wurden grundlegend neu geordnet und ihre Anzahl reduziert. Das Verteidigungsbezirkskommando 12 wurde außer Dienst gestellt und sein Kommandobereich dem Verteidigungsbezirkskommando 10, das bisher „nur“ für Hamburg zuständig war, eingegliedert und seine Aufgaben teils den neu aufgestellten Kreisverbindungskommandos übertragen.

## Gliederung
Das Verteidigungsbezirkskommando umfasste wie die meisten Truppenteile des Territorialheeres nur wenige aktive Soldaten. Erst im Verteidigungsfall konnte das Verteidigungsbezirkskommando durch die Einberufung von Reservisten und die Mobilmachung eingelagerten und zivilen Materials auf eine Truppenstärke anwachsen, die etwa einer Regiment oder einer Brigade des Feldheeres entsprach.

## Kommandeure
- 1993–1995: Peter-Christian Graf von Bothmer

## Verbandsabzeichen

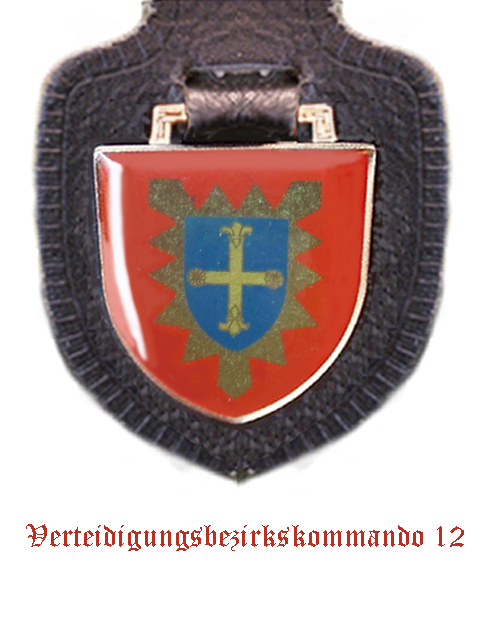
Internes Verbandsabzeichen des Stabes/Stabskompanie des „neuen“ Verteidigungsbezirkskommandos 12

Das Verteidigungsbezirkskommando führte aufgrund seiner Ausplanung als überwiegend nicht aktiver Truppenteil kein eigenes Verbandsabzeichen. Die wenigen aktiven Soldaten trugen daher das Verbandsabzeichen des übergeordneten Wehrbereichskommandos.
Als „Abzeichen“ wurde daher unpräzise manchmal das interne Verbandsabzeichen des Stabes und der Stabskompanie „pars pro toto“ für das gesamte Verteidigungsbezirkskommando genutzt. Das „alte“ Verteidigungsbezirkskommando 12 wurde noch vor der Einführung der internen Verbandsabzeichen 1980 aufgelöst und führte daher auch kein internes Verbandsabzeichen. Das interne Verbandsabzeichen des Stabes/Stabskompanie des „neuen“ Verteidigungsbezirkskommandos 12 zeigte im Wesentlichen als Hinweis auf den Stationierungsraum als Figuren das Holsteiner Nesselblatt ähnlich wie im Wappen Schleswig-Holsteins und das Balkenkreuz ähnlich wie im Stadtwappen Eutins.